# Spazio paracompatto
In topologia, una branca della matematica, uno spazio paracompatto è una leggera generalizzazione del concetto di spazio compatto, cioè di uno spazio i cui punti sono "vicini" tra loro.

## Definizione
Uno spazio topologico {\displaystyle X} è paracompatto se ogni ricoprimento aperto {\displaystyle {\mathcal {F}}} di {\displaystyle X} ammette un raffinamento localmente finito, cioè se esiste un ricoprimento aperto {\displaystyle {\mathcal {G}}} di {\displaystyle X} tale che:
- ogni {\displaystyle G\in {\mathcal {G}}} è contenuto in un elemento di {\displaystyle {\mathcal {F}}};
- ogni {\displaystyle x\in X} ammette un intorno {\displaystyle U_{x}} che interseca solo un numero finito di elementi di {\displaystyle {\mathcal {G}}}.

In alcuni casi viene aggiunta anche la richiesta che {\displaystyle X} sia uno spazio di Hausdorff.

## Esempi
- Ogni spazio compatto è paracompatto: infatti un sottoricoprimento è anche un raffinamento, e ogni sottoricoprimento finito è anche localmente finito.
- Gli aperti e i chiusi di {\displaystyle \mathbb {R} ^{n}} sono paracompatti.
- Ogni varietà topologica è paracompatta.
- Più in generale, ogni spazio metrizzabile è paracompatto (teorema di Stone).
- L'insieme dei numeri reali con la topologia del limite inferiore (la retta di Sorgenfrey) è paracompatto.
- Ogni spazio di Lindelöf regolare è paracompatto.

## Proprietà
- Ogni spazio paracompatto di Hausdorff è normale (teorema di Dieudonné).
- Ogni sottospazio chiuso di un paracompatto è paracompatto.
- Il prodotto topologico di uno spazio paracompatto e di uno spazio compatto è paracompatto, ma non lo è necessariamente il prodotto di due paracompatti: un famoso controesempio è dato dal prodotto della retta di Sorgenfrey con sé stessa (il piano di Sorgenfrey).
- L'essere uno spazio paracompatto è una condizione necessaria per l'esistenza delle partizioni dell'unità.